# Mosteiro de Halpate
O Mosteiro de Halpate (em armênio: Հաղպատավանք; romaniz.: Hałpatavank), é um complexo monástico medieval, localizado em Halpate, Armênia.
Descrito como uma "obra-prima da arquitetura religiosa e centro maior de aprendizado na Idade Média", esta instituição da Igreja Apostólica Armênia foi inscrita como Patrimônio Mundial da UNESCO em 1996.
O Mosteiro foi fundado por São Nishan no século X durante o reinado de Abas I. Próximo a ele está o Mosteiro de Sanahin, construído ao mesmo tempo.

## Galeria

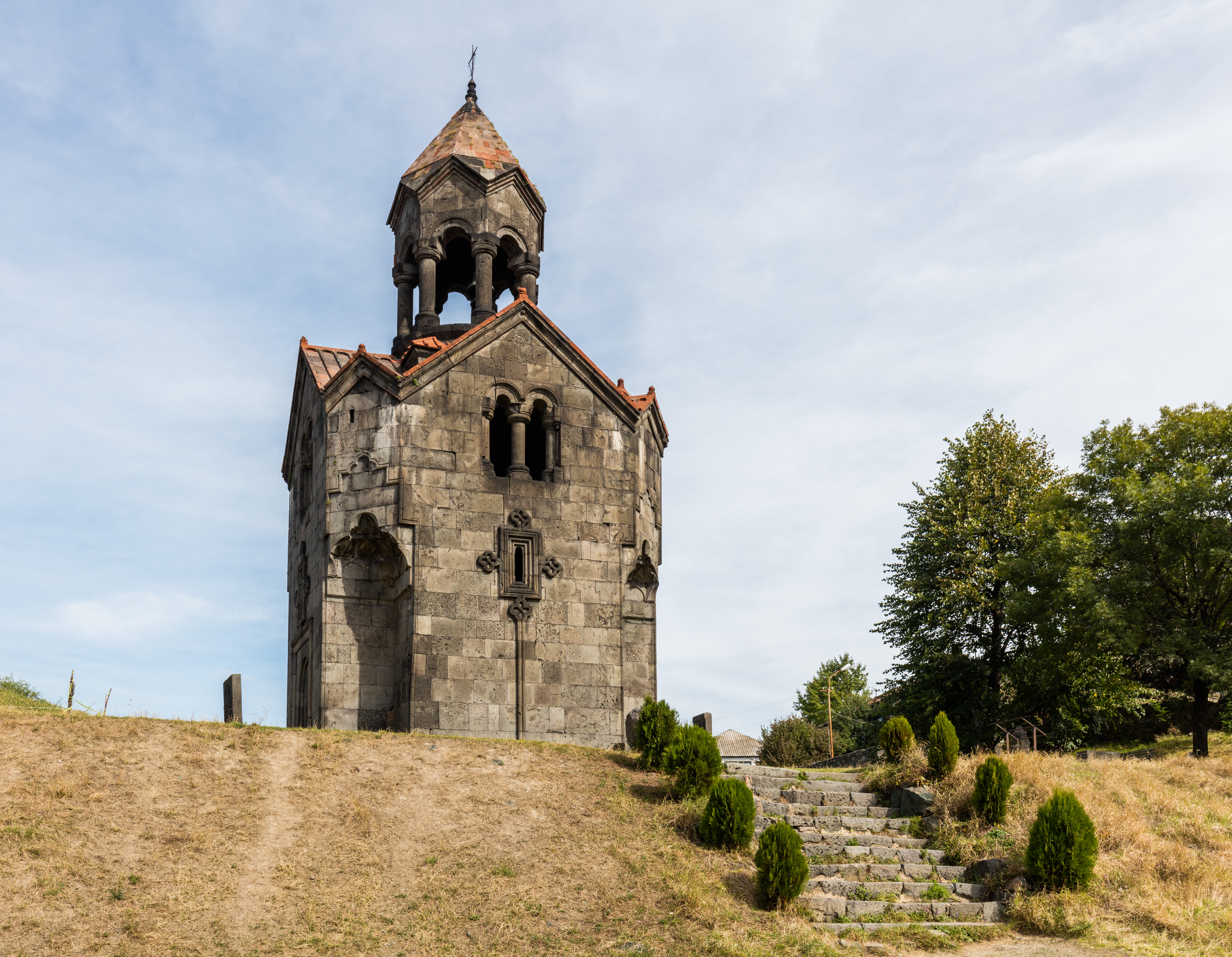
A torre do sino
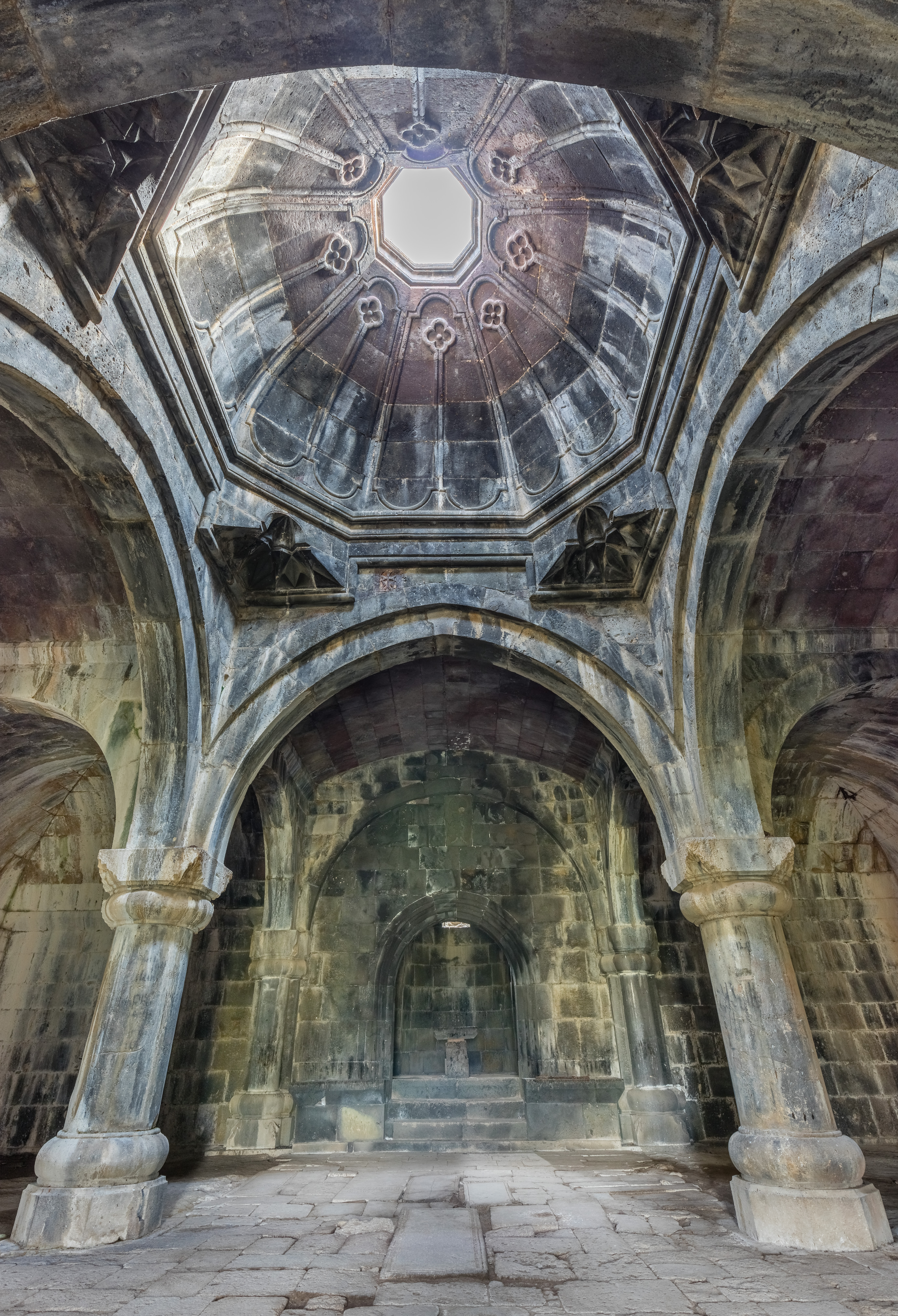
Cúpula
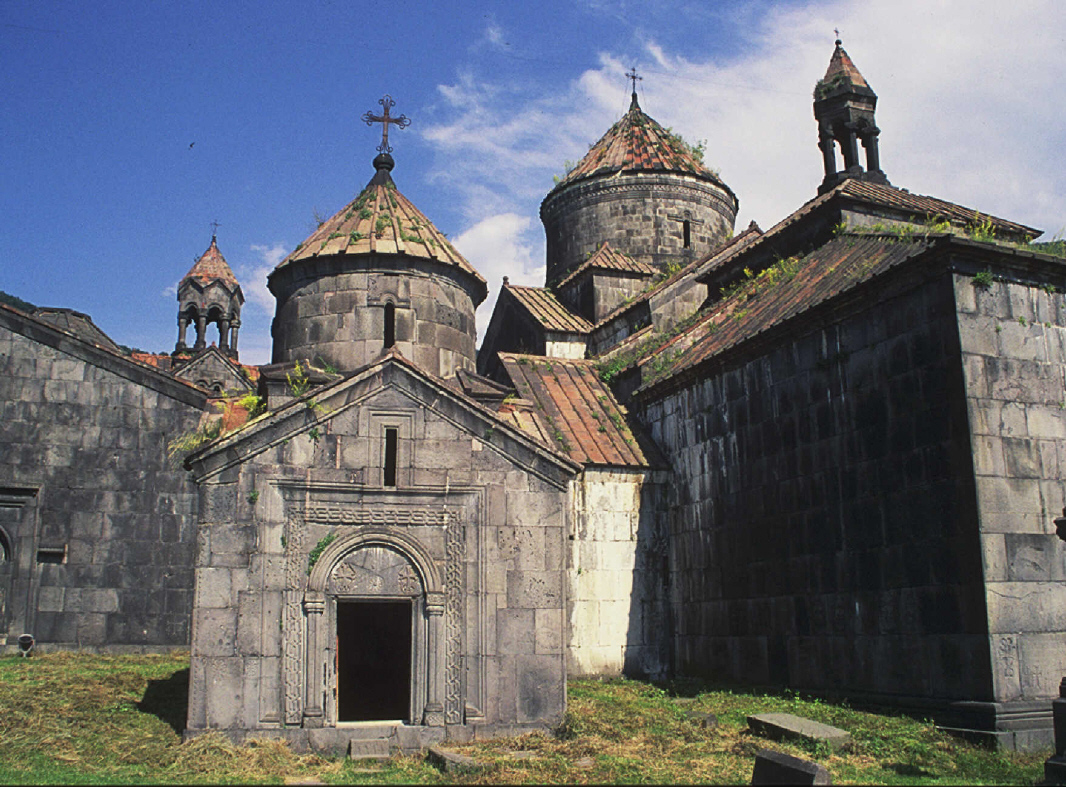
Entrada esculpida de um dos edifícios
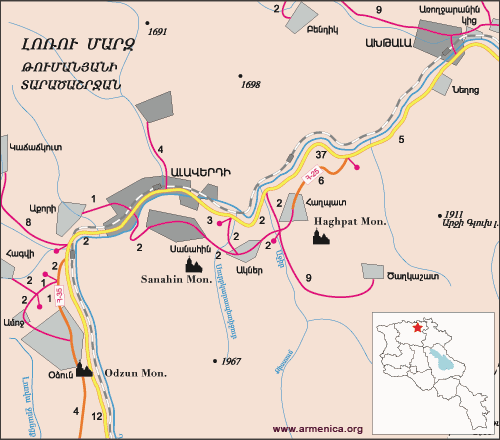
Mapa da área de Halpate-Sanahin
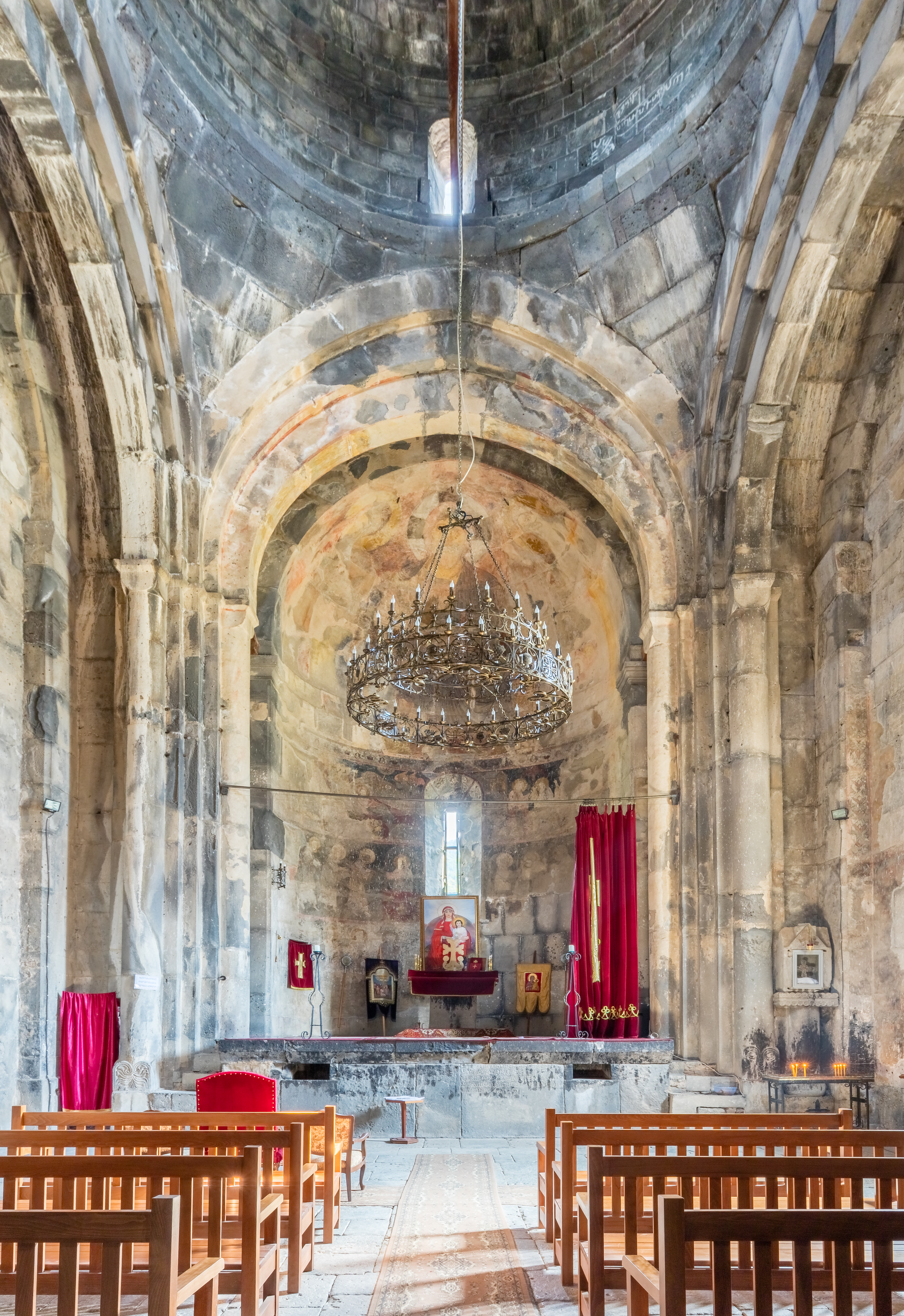
Interior da igreja
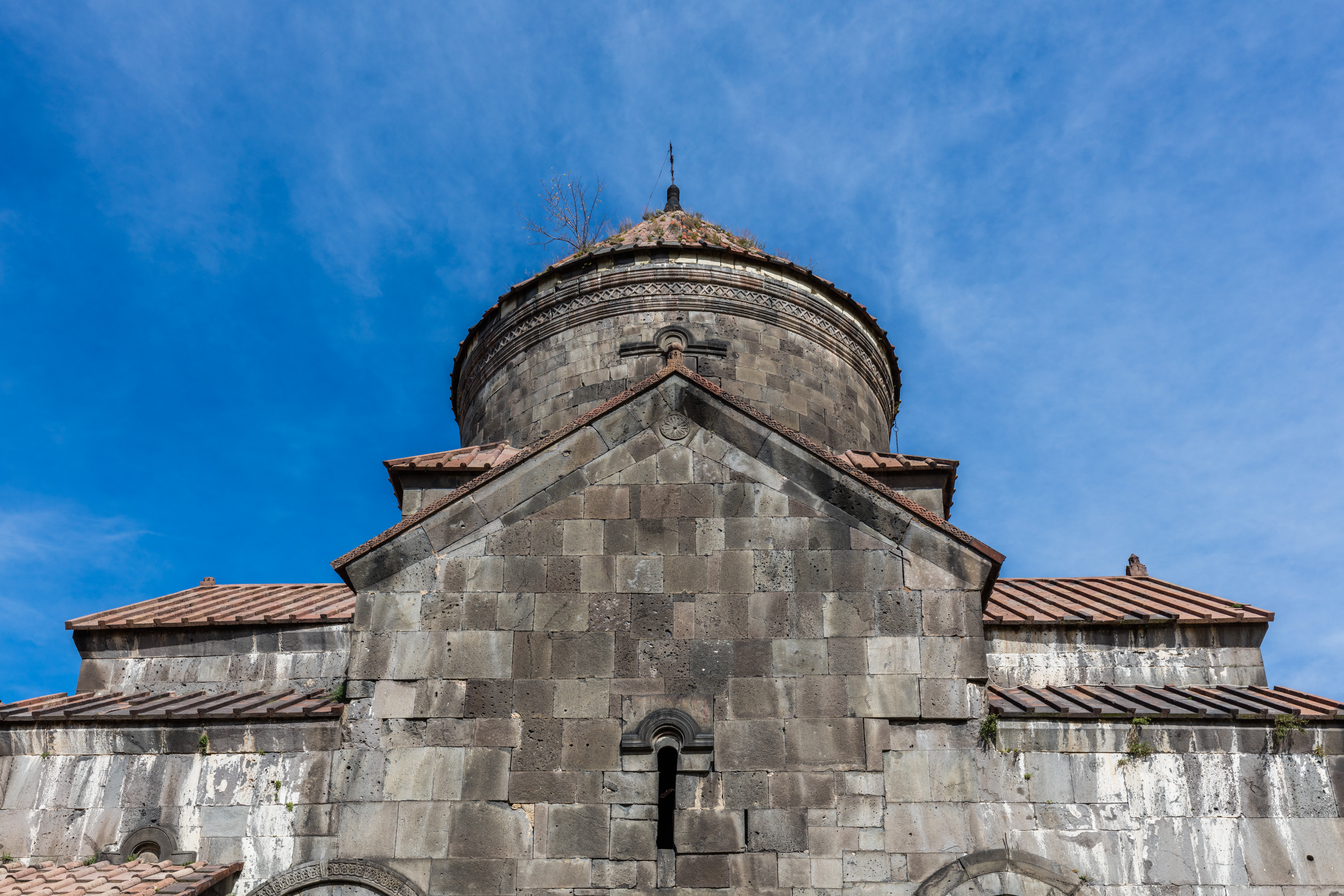
Vista superior

## UNESCO
A UNESCO inscreveu Haghpat e Sanahin como Patrimônio Mundial por "serem dois importantes centros de aprendizado...Sanahin famosa por sua escola de iluminadores e calígrafos. Estes dois mosteiros representam o maior florescimento da arquitetura religiosa armênia, cujo estilo único foi desenvolvido de uma mistura de elementos da arquitetura eclesiástica Bizantina e da arquitetura vernacular tradicional da região do Cáucaso"